# Byatanur, Mulbagal
Byatanur là một làng thuộc tehsil Mulbagal, huyện Kolar, bang Karnataka, Ấn Độ.